# Stara priča - kad je sunce bilo bog
Stara priča - kad je sunce bilo bog je poljski film (polj. Stara Baśń - Kiedy słonce było bogiem) iz 2003, režisera Ježija Hofmana (polj. Jerzy Hoffman). Zasnovan je na istoimenom romanu Jozefa Kraševskog (polj. Jozef Ignacy Kraszewski).
Radnja je smeštena u 9. vek u Evropi na prostoru gde su živela razna staro slovenska plemena, a svako od njih je imalo svoje božanstvo. Okrutni knez Popjel (istorijska ličnost) i njegova supruga će uraditi sve da vladavinu nad tim prostorima nasledi njihov sin. Kneževim zločinima se suprotstavlja njegov vojskovođa Pjastun, koga od sigurne smrti spašava mladi lovac koji je odrastao sa vikinzima.

## Spoljašnje veze
- oficijelna stranica
- Stara priča - kad je sunce bilo bog на веб-сајту  (језик: енглески)